# 703-as busz
A 703-as jelzésű elővárosi autóbusz Martonvásár, vasútállomás és Gyúró, Templom tér között közlekedik. A járatot a MÁV Személyszállítási Zrt. üzemelteti.

## Története
2019. július 1-jén indult. Az őszi menetrend bevezetésével megáll Tordas, lakópark megállóhelyen is.

## Megállóhelyei
Az átszállási kapcsolatok között az azonos útvonalon közlekedő 749-es busz nincsen feltüntetve.
| 0  | Martonvásár, vasútállomás végállomás | 16 | 702, 704, 759, 769, 8238 S30 Z30 S34 S35 S36 G43 |
| 1  | Martonvásár, Hunyadi utca 86.        | 15 |                                                  |
| 3  | Martonvásár, laktanya                | 13 |                                                  |
| 5  | Tordas, kísérleti állomás            | 11 |                                                  |
| 6  | Tordas, Szabadság utca 18.           | 10 |                                                  |
| 8  | Tordas, posta                        | 9  |                                                  |
| 9  | Tordas, Petőfi utca 26.              | 7  |                                                  |
| 11 | Tordas, lakópark                     | 5  |                                                  |
| 13 | Gyúró, Petőfi utca 21.               | 3  |                                                  |
| 14 | Gyúró, posta                         | 2  |                                                  |
| 15 | Gyúró, Thököly út                    | 1  |                                                  |
| 16 | Gyúró, Templom tér végállomás        | 0  |                                                  |